# London Tests of English
Pearson Language Tests
London Tests of English (LTE)
Kandydaci mogą przystąpić do egzaminu na dowolnym, odpowiadającym ich indywidualnym możliwościom językowym poziomie, a w miarę pogłębiania znajomości języka angielskiego przystępować do testu na kolejnych stopniach zaawansowania.
Testowane umiejętności i sposób ich oceny 
Egzamin London Tests of English składa się z części pisemnej i ustnej. 
Część pisemna 
egzaminu ma na celu sprawdzenie umiejętności rozumienia ze słuchu, rozumienia tekstu czytanego oraz pisania w języku angielskim i oceniania jest przez niezależnych egzaminatorów z Wielkiej Brytanii za pomocą systemu elektronicznego oceniania „e-pen”. 
Egzamin ustny 
oceniany jest przez wykwalifikowanych pracowników lokalnych centrów egzaminacyjnych. Egzamin jest nagrywany i wysyłany do weryfikacji w Wielkiej Brytanii, w celu zapewnienia najwyższych standardów oceniania. 
| Poziom | Europejski System Opisu Kształcenia Językowego(CEFR) | Poziom zaawansowania               |
| ------ | ---------------------------------------------------- | ---------------------------------- |
| A1     | A1                                                   | Poziom podstawowy                  |
| 1      | A2                                                   | Poziom średnio zaawansowany niższy |
| 2      | B1                                                   | Poziom średnio zaawansowany        |
| 3      | B2                                                   | Poziom średnio zaawansowany wyższy |
| 4      | C1                                                   | Poziom zaawansowany                |
| 5      | C2                                                   | Poziom biegły                      |

Odniesienie do Europejskiego Systemu Opisu Kształcenia Językowego (Common European Framework of Reference)
Egzaminy London Tests of English opracowywane są zgodnie z założeniami Europejskiego Systemu Opisu Kształcenia Językowego (Common European Framework of Reference for Languages) i przeprowadzane są na sześciu poziomach zaawansowania od A1 do C2.
System ten został sformułowany przez Komitet Ministrów Rady Europy.